# Une conspiration sous Henri III
Une conspiration sous Henri III è un cortometraggio del 1906 diretto da Lucien Nonguet.